# اوخوز و تیشنووا
اوخوز و تیشنووا (به چکی: Ochoz u Tišnova) یک منطقهٔ مسکونی در جمهوری چک است که در ناحیه برنو-تسوونتری واقع شده‌است. اوخوز و تیشنووا ۳٫۸۱ کیلومتر مربع مساحت و ۱۱۷ نفر جمعیت دارد و ۴۴۷ متر بالاتر از سطح دریا واقع شده‌است.